# Glynis Terborg
Glynis Elsie Erna Terborg (Paramaribo, 7 augustus 1973) is een Nederlands (artiesten)manager, actrice, illustratrice en schrijfster van theaterteksten, scenario's en kinderboeken. Vooral haar boek Max en zijn koffer (2011) is bekend. Dit is een educatief kinderboek waarin de diversiteit van de Nederlandse samenleving tot uitdrukking komt.
Terborg is de dochter van cabaretière en actrice Jetty Mathurin en de zus van journalist en radiomaker Nicole Terborg.
Zij is directeur en mede-eigenaar van Mathurin Management. Binnen dit bedrijf is zij verantwoordelijk voor talentontwikkeling, artiestenmanagement, theaterproducties en de organisatie van evenementen. Zij ontwikkelt op maat gemaakte cabaretvoorstellingen voor diverse organisaties (o.a. Price WaterhouseCoopers, FNV, Albert Heijn, Schiphol, Vendex KBB, ABN Amro, Rabobank, Ahold, overheidsinstanties en onderwijsorganisaties)
Daarnaast schrijft Terborg ook theatervoorstellingen en scenario's en speelde in 1994 de rol van Tamara in de dramaserie Vrouwenvleugel. Zowel in deze serie als in het echte leven is zij de dochter van Jetty Mathurin. Daarnaast zingt zij en schreef en speelde in de kindertheatervoorstelling 'Max en zijn koffer', geregisseerd door Gerda Havertong.
In 2011 verscheen de door haar geschreven korte kinderfilm Oma is gek! met in de hoofdrol Dianyrha Goedhart en Terborgs moeder Jetty Mathurin. Deze werd uitgezonden door de EO, ging in première op Cinekid en werd geregisseerd door Simone van Dusseldorp. De film gaat over een meisje van acht jaar en haar demente oma. Deze film bekijkt dementie vanuit kinderogen. Oma is gek! is genomineerd voor de Prix de Jeunesse in de categorie 'fiction' (tot 6 jaar).
In 2015 verscheen haar boek Maisa en de maan, over een meisje met sikkelcelziekte. Sinds Maisa weet dat haar rode bloedcellen soms de vorm van een sikkel hebben en dat ze daar ziek van kan worden, weet ze dat de maan ook ziek is. Ze besluit dat ze de maan beter gaat maken. Rond en gezond.